# 진 목후
진 목후(晉穆侯)는 중국 서주 시대 진나라 제9대 임금이다. 이름은 비왕(費王)인데, 불생(弗生), 혹 비왕(㵒王)이라고도 한다. 중국의 고문자학자 추 시구이(중국어: 裘錫圭)는 弗이 弼과 통하므로 비왕이란 이름은 곧 왕을 보필(輔弼)했다는 의미로 보고 있다.

## 생애
목후는 주나라 왕실의 측근 세력으로서, 서주 선왕과 함께 선왕 36년의 조(條, 篠) 원정과 선왕 39년의 천무(千畝) 싸움에 참전했다. 이 싸움에서 모두 주왕이 원정을 주도하였으나, 주왕은 두 전쟁에서 모두 진 반면 목후는 천무 싸움에서 공을 세웠다. 선왕 40년에는 진나라가 북융을 격퇴했으나, 41년에는 왕이 졌다. 이를 통해, 주 왕실의 세력은 점차 약화되는 반면 진은 점차 강성해졌다.
목후 4년(기원전 809년)에 제나라 공녀 강씨(姜氏)와 혼인했고, 조 원정 무렵에 태자 구(仇, 진 문후)를 낳았으며, 천무 싸움이 있던 해에 아들을 또 낳아 자신의 공적을 기념해 이름을 성사(成師, 곡옥 환숙)로 지었다. 장자의 이름보다 차자의 이름이 더 좋은 뜻인데, 이는 목후가 차자를 장자보다 더 사랑했다는 징조로, 나중에 진나라가 익과 곡옥으로 갈려 치열한 내전을 겪은 원인이 되었다.
목후 27년(기원전 785년)에 목후가 죽고, 아우 진 상숙이 스스로 진후가 되어, 태자 구는 달아났다.

## 묘
북조촌 진후묘 중 진후 방보(晉侯邦父)와 그 배우자의 묘가 발굴되었는데, 서주 말기의 양식이며 진후 소(진 헌후)의 묘로 추정되는 묘의 다음 세대라 이 묘가 진 목후의 묘로 여겨진다. 묘에서 나온 청동기에 적힌 이름과 《사기》에 적힌 이름이 서로 다른데, 이를 들어서 사기의 기록을 반박하는 주장도 있지만, 한 쪽이 이름이고 다른 한 쪽은 자로 여기는 견해가 있다.
| 선대 아버지 진 헌후 소 | 제9대 진나라 임금 기원전 811년 ~ 기원전 785년 | 후대 아우 진 상숙 |